# Jallo Faber
Jallo Faber (né le 13 janvier 1971  à Uppsala, en Suède) est un directeur de la photographie suédois.

## Filmographie
- 2014 : Gentlemen de Mikael Marcimain
- 2013 : Pioneer de Erik Skjoldbjærg
- 2011 : La Taupe de Tomas Alfredson
- 2011 : Jägarna 2 de Kjell Sundvall
- 2010 : Wallander – Vålnaden de Mikael Marcimain
- 2010 : Wallander – Arvet de Mikael Marcimain
- 2006 : Förortsungar de Ylva Gustavsson et Catti Edfeldt
- 2006 : Leila Khaled -Hijacker - documentaire
- 2005 : Köra Runt - court-métrage
- 2004 : Nyheter i Skärgården
- 2002 : She is Dead
- 2022 : Troll de Roar Uthaug

## Récompenses et distinctions
- Hugo d'argent au Festival international du film de Chicago pour Pioneer